# 科勒爾 (愛達荷州)
科勒爾（英語：Corral）是位於美國愛達荷州卡默斯縣的一個非建制地區。該地的面積和人口皆未知。

## 地理
科勒爾的座標為43°20′39″N 114°56′57″W / 43.34417°N 114.94917°W，而該地的平均海拔高度為1554米（即5098英尺）。